# Anne Spiegel

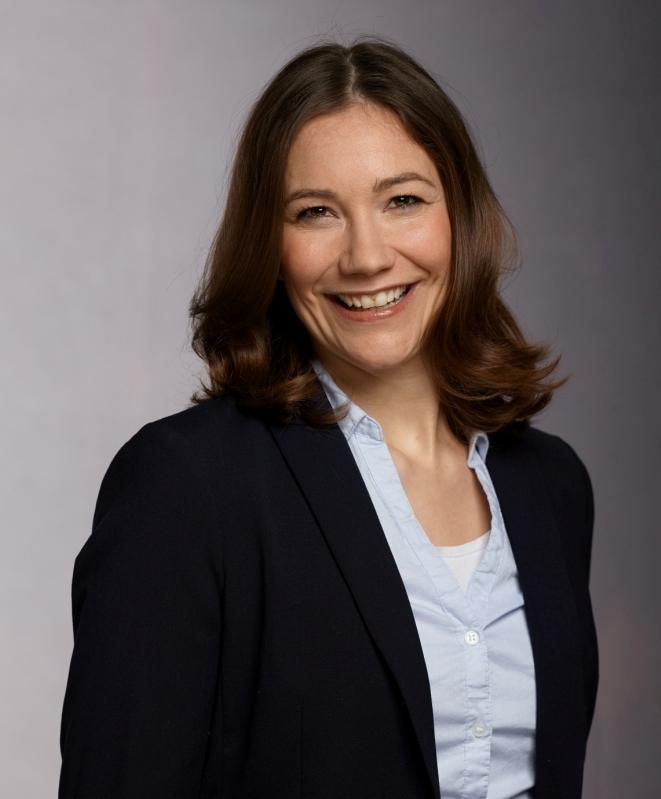
Anne Spiegel (2016)

Anne Spiegel (* 15. Dezember 1980 in Leimen) ist eine deutsche Politikerin (Bündnis 90/Die Grünen). Sie war ab Mai 2016 Ministerin für Familie, Frauen, Jugend, Integration und Verbraucherschutz des Landes Rheinland-Pfalz und ab Januar 2021 zusätzlich Ministerin für Umwelt, Energie, Ernährung und Forsten. Im Mai 2021 wechselte sie als Ministerin ins neu zugeschnittene Ministerium für Klimaschutz, Umwelt, Energie und Mobilität und wurde stellvertretende Ministerpräsidentin des Landes Rheinland-Pfalz. Von Dezember 2021 bis zu ihrem Rücktritt im April 2022 war sie Bundesministerin für Familie, Senioren, Frauen und Jugend im Kabinett Scholz.

## Ausbildung, Beruf und Familie
Anne Spiegels Großmutter mütterlicherseits stammt aus Sizilien, ein Großvater aus Rumänien. Spiegel wuchs in Speyer und Ludwigshafen am Rhein auf, besuchte die dortige Albert-Schweitzer-Grundschule und legte 2000 am Heinrich-Böll-Gymnasium ihr Abitur ab. Anschließend studierte sie bis 2007 Politik, Philosophie und Psychologie an der TU Darmstadt, der Johannes Gutenberg-Universität Mainz, der Universität Mannheim und der Universität Salamanca in Spanien. Im Frühjahr 2007 legte sie ihren Abschluss als Magistra Artium an der Universität Mainz ab. Nach dem Studium „zog sie ein gutes Jahr mit dem Rucksack durch die Welt“ (SWR). Von 2008 bis 2010 war Spiegel als Sprachtrainerin für Deutsch als Fremdsprache bei Berlitz in Mainz, Mannheim und Heidelberg tätig.
Spiegel hat mit ihrem schottischen Ehemann vier Kinder.

## Politik
Spiegel gehörte von 1999 bis 2002 dem Landesvorstand der Grünen Jugend Rheinland-Pfalz an, davon zwei Jahre als Vorstandssprecherin. Danach gehörte sie bis 2004 dem Bundesvorstand der Grünen Jugend an.
Hanna Labonté und Anne Spiegel waren die ersten deutschen Jugenddelegierten bei den Vereinten Nationen und nahmen im Herbst 2005 an der Generalversammlung der Vereinten Nationen teil.
Im November 2019 wurde Spiegel in den Parteirat von Bündnis 90/Die Grünen gewählt. Sie erhielt 64 Prozent der Stimmen und setzte sich gegen mehrere Kandidatinnen durch. Spiegel wird dem linken Flügel ihrer Partei zugerechnet.

### Landespolitik in Rheinland-Pfalz

#### Landtagsabgeordnete
Bei der Landtagswahl in Rheinland-Pfalz 2006 war sie Direktkandidatin im Wahlkreis Ludwigshafen am Rhein II und auf Listenplatz 7 von Bündnis 90/Die Grünen Rheinland-Pfalz, wurde jedoch nicht gewählt, weil die Grünen an der Fünf-Prozent-Hürde scheiterten.
Bei der Landtagswahl in Rheinland-Pfalz 2011 wurde sie als Abgeordnete in den Landtag gewählt. Sie war Kandidatin im Wahlkreis Speyer. Anne Spiegel erreichte 17,1 % der Wahlkreisstimmen. Sie zog über die Liste (Listenplatz 3) von Bündnis 90/Die Grünen Rheinland-Pfalz in den Landtag Rheinland-Pfalz ein. Dort wurde sie zur stellvertretenden Fraktionsvorsitzenden gewählt. Die Fraktion bestätigte sie in der Mitte der Legislaturperiode in diesem Amt. Sie war Sprecherin für Frauen, Integration, Migration und Flüchtlingspolitik. Weiterhin war sie Mitglied im Ausschuss für Gleichstellung und Frauenförderung, im Ausschuss für Integration, Kinder, Familie und Jugend sowie im Zwischenausschuss. Stellvertretend war sie im Ausschuss für Sozialpolitik und im Ältestenrat sowie in der Enquetekommission für Bürgerbeteiligung tätig.
Bei der Landtagswahl in Rheinland-Pfalz 2016 war sie erneut Direktkandidatin im Wahlkreis Speyer, sie erreichte dort 10,4 % der Wahlkreisstimmen. Spiegel zog aber wie 2011 über die Liste (Listenplatz 3) von Bündnis 90/Die Grünen in den Landtag Rheinland-Pfalz ein. Nach der Ernennung zur Ministerin legte sie ihr Mandat am 18. Mai 2016 nieder, für sie rückte Pia Schellhammer in den Landtag nach.
Spiegel war Spitzenkandidatin von Bündnis 90/Die Grünen Rheinland-Pfalz bei der Landtagswahl 2021; sie wurde mit 95 Prozent der Delegiertenstimmen nominiert. Daneben war sie erneut Direktkandidatin im Wahlkreis Speyer. Ihre Partei erreichte bei der Wahl 9,3 Prozent und konnte ihren Stimmenanteil im Vergleich zu 2016 fast verdoppeln. Spiegel verpasste das Direktmandat in Speyer, zog jedoch über Listenplatz 1 in den Landtag ein. Nachdem sie erneut zur Ministerin ernannt worden war, legte sie ihr Landtagsmandat nieder. Für sie rückte Lisett Stuppy nach.

#### Ministerin für Familie, Frauen, Jugend, Integration und Verbraucherschutz

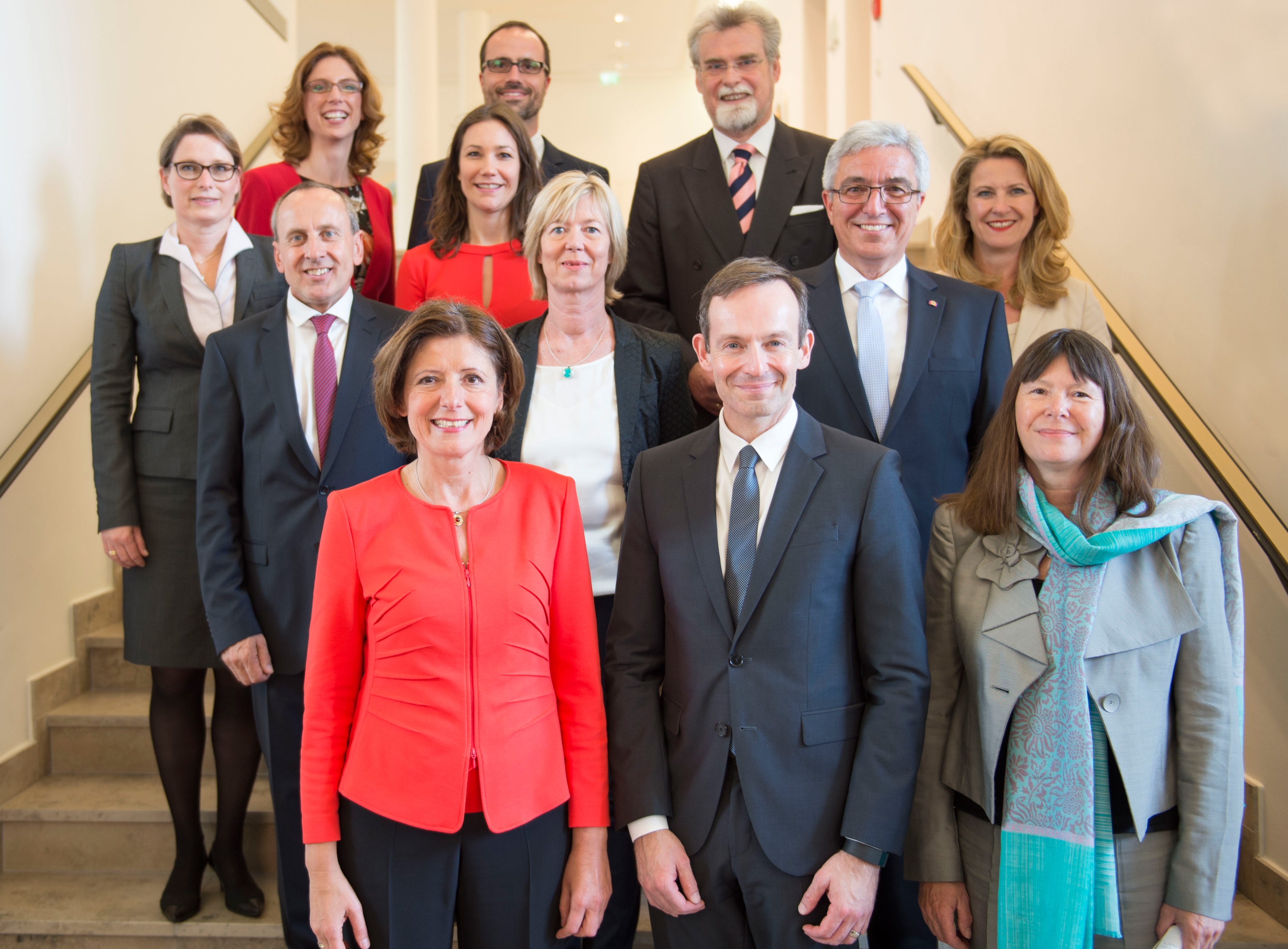
Anne Spiegel als Familienministerin im Kabinett Dreyer II (2016): Dreyer unten links, Spiegel direkt oberhalb

Im Kabinett Dreyer II wurde Spiegel zur Ministerin für Familie, Frauen, Jugend, Integration und Verbraucherschutz vereidigt. Ihre Vorgängerin Irene Alt hatte sich bereits für die Öffnung der Ehe eingesetzt. Anne Spiegel übernahm das Anliegen und setzte sich für eine Abstimmung im Bundestag ein. Unter anderem schrieb sie im November 2016 einen Protestbrief des Bundesrates an Norbert Lammert, den damaligen Bundestagspräsidenten.
Spiegel sprach sich im Ergebnis vergeblich dafür aus, die 30-monatige Einreisesperre für eine Rückkehr nach Deutschland für eine infolge einer Entscheidung des Oberverwaltungsgerichts Koblenz abgeschobene Armenierin zu verkürzen. Gerichtspräsident Brocker hielt dies für eine politische Entscheidung, die geeignet sei, die Autorität des Gerichts zu beschädigen, und lehnte ein Gespräch mit Spiegel aus Gründen der Gewaltenteilung ab.
Spiegel versuchte erfolglos, die frühere Büroleiterin von Ex-Wirtschaftsministerin Eveline Lemke (Grüne) zur Abteilungsleiterin in ihrem Ministerium zu ernennen, obwohl diese das Anforderungsprofil der Stellenausschreibung nicht vollständig erfüllte und nicht über einschlägige Berufserfahrung verfügte. Hingegen teilte Spiegel einer Mitbewerberin, die das Anforderungsprofil uneingeschränkt erfüllte und mit Bestnoten beurteilt war, zunächst mit, dass man die Auswahlentscheidung nicht korrigieren würde, obwohl zu diesem Zeitpunkt die endgültige Beurteilung der favorisierten Bewerberin noch nicht vorlag.
Anne Spiegel war Vorsitzende der Verbraucherschutzministerkonferenz (VSMK) 2019 und der Konferenz der Gleichstellungs- und Frauenminister der Länder (GFMK) 2019. Die VSMK beschäftigte sich 2019 mit Algorithmen und der Lebensmittelkennzeichnung.  Spiegel sprach sich dort für die Lebensmittelampel (Nutri-Score) aus. Spiegel forderte außerdem, dass Algorithmen besser kontrolliert werden müssten. Algorithmen entscheiden nach Auffassung Spiegels beispielsweise über Kreditwürdigkeit und Produktempfehlungen. Sie seien missbrauchs- und fehleranfällig und könnten zu diskriminierenden Entscheidungen führen. Die GFMK verfasste in diesem Jahr auf Betreiben der vorsitzenden Frauenministerin Anne Spiegel einen Appell gegen Sexismus. Weitere Themen der GFMK waren Sexismus in der Werbung, am Arbeitsplatz von Behörden und gewaltsame Übergriffe, die durch die Verabreichung von K.-o.-Tropfen ermöglicht werden.
Spiegel nahm an der 25. Welt-Klimakonferenz in Madrid teil.

#### Ministerin für Klimaschutz, Umwelt, Energie und Mobilität
Nachdem Ulrike Höfken als rheinland-pfälzische Umweltministerin mit Ablauf des 31. Dezember 2020 infolge mehrfach kritisierter Beförderungspraktiken in ihrem Ministerium zurückgetreten war, übernahm Spiegel am 1. Januar 2021 das Umweltministerium. Daneben blieb sie weiterhin auch Ministerin für Familie, Frauen, Jugend, Integration und Verbraucherschutz.
Nach der Landtagswahl in Rheinland-Pfalz 2021, für die sie Spitzenkandidatin der Grünen war und in deren Folge eine erneute Ampelkoalition gebildet wurde, wechselte Spiegel in der neuen Landesregierung am 18. Mai 2021 in das neue Ministerium für Klimaschutz, Umwelt, Energie und Mobilität und wurde Stellvertreterin der Ministerpräsidentin. In ihre Amtszeit fiel die Flutkatastrophe am 14. Juli 2021 im Ahrtal, nach der Spiegel das zerstörte Gebiet mehrmals besuchte.
Am 7. Dezember 2021 trat sie als Landesministerin zurück, um am nächsten Tag ins Bundesfamilienministerium zu wechseln. Stellvertretende Ministerpräsidentin und kommissarisch auch Klimaschutzministerin wurde Katharina Binz. Zur Umweltministerin wurde am 15. Dezember 2021 die Staatssekretärin Katrin Eder ernannt.

#### Rolle bei der Flutkatastrophe im Ahrtal
Durch ihre Rolle als rheinland-pfälzische Umweltministerin beim Hochwasser der Ahr am 14. Juli 2021 geriet Anne Spiegel 2022 so stark in die Kritik, dass sie als Bundesministerin zurücktrat. Im Vordergrund standen dabei die Kommunikation während der Flut und ihr Urlaub kurz nach der Flut.
Im März 2022 wurden aus den nicht-öffentlichen Unterlagen des Untersuchungsausschusses zur Flutkatastrophe SMS-Nachrichten bekannt, die Spiegel als rheinland-pfälzische Umweltministerin mit ihrem Pressesprecher austauschte. Diese SMS legen nahe, dass die Landesregierung nicht rechtzeitig auf die Flut reagiert und sich die damalige Umweltministerin Spiegel am Morgen nach der Flutwelle um ihr Image gesorgt habe, mehr als um die Opfer. So schrieb sie „das Blame Game könnte sofort losgehen, wir brauchen ein Wording, dass wir rechtzeitig gewarnt haben(...)“, obwohl ihr Ministerium am Katastrophentag zwar seit 18 Uhr Bescheid wusste, jedoch nicht gewarnt hatte.
Presseberichten zufolge behauptete Spiegel, dass sie in der Flutnacht „bis zwei Uhr nachts“ telefoniert habe; jedoch finden sich laut den Pressepublikationen dazu in den Listen des Untersuchungsausschusses keine Belege für solche Telefonate. Sie wurde am 11. März 2022 zur Aussage vor dem Untersuchungsausschuss vorgeladen.
Der zweite Kritikpunkt an ihrem Verhalten betraf den vierwöchigen Familienurlaub, den Spiegel zehn Tage nach der Flut antrat. Sie unterbrach ihn für zwei Ortstermine. Vertreten wurde sie in dieser Zeit von Staatssekretär Erwin Manz; zudem gab es einen von ihr eingerichteten Krisenstab.
Spiegel selbst bat am 10. April 2022 öffentlich um Entschuldigung. In einer Fernsehstellungnahme bezeichnete sie den Urlaub als Fehler, den sie mit persönlicher Überlastung erklärte. Ihre Familie habe aufgrund einer Erkrankung ihres Mannes nach einem Schlaganfall im Jahr 2019 sowie wegen der Belastungen ihrer Kinder während der Coronapandemie dringend Urlaub gebraucht. Spiegel räumte ein, dass sie an den Kabinettssitzungen nicht per Video-Zuschaltung teilgenommen hatte, am Tag zuvor hatte sie auf Anfrage der Bild am Sonntag das Gegenteil behauptet.

### Bundesministerin für Familie, Senioren, Frauen und Jugend
Nach Abschluss der Koalitionsverhandlungen zur Ampel-Koalition nominierte der Grünen-Bundesvorstand Spiegel am 25. November 2021 als Nachfolgerin von Christine Lambrecht im Amt der Bundesfamilienministerin im neuen Kabinett. Am 8. Dezember 2021 wurde sie von Bundespräsident Frank-Walter Steinmeier offiziell ernannt und leistete anschließend ihren Amtseid im Deutschen Bundestag.
Kurz nach ihrem Amtsantritt benannte Spiegel den Kampf gegen Gewalt an Frauen als einen ihrer Arbeitsschwerpunkte. Hierzu solle die Istanbul-Konvention weiter umgesetzt werden und das Schutz- und Unterstützungssystem von Frauen finanziell besser ausgestattet werden. Weiterhin kündigte sie die Einführung eines zweiwöchigen, bezahlten Urlaubs ab der Geburt eines Kindes für den anderen Elternteil, der nicht in Mutterschutz ist, an. Zudem ärgere sie sich über die, ihrer Ansicht nach, voreiligen Vorstöße für eine Kinderimpfpflicht gegen COVID-19, das Hauptproblem seien vielmehr die ungeimpften Erwachsenen.

#### Rücktritt
Am 11. April 2022 trat Anne Spiegel als Bundesfamilienministerin zurück, nachdem sie wegen ihrer Rolle bei der Flutkatastrophe im Ahrtal unter starken politischen Druck geraten war. Kritik entzündete sich insbesondere daran, dass sie während ihrer Zeit als Umweltministerin von Rheinland-Pfalz zehn Tage nach der Flut einen vierwöchigen Familienurlaub in Frankreich angetreten hatte, obwohl sie für den Katastrophenschutz zuständig war. Zudem wurde ihr vorgeworfen, in einer Presseerklärung unvollständige oder irreführende Angaben zu ihrer Abwesenheit gemacht zu haben. In ihrer Rücktrittserklärung betonte Spiegel, dass sie das Amt nicht länger belasten wolle, und entschuldigte sich für begangene Fehler. Sie blieb noch bis zum 25. April 2022 im Amt, als ihr Lisa Paus nachfolgte.

## Nach der Politik
Im November 2024 trat Spiegel als Managerin in das Leitungsteam des gemeinnützigen Unternehmens Krisenchat ein, das nach eigener Darstellung bundesweit jungen Menschen in Not Hilfe anbietet.